# Grammy Award para Melhor Performance Solo de Rap
O Prêmio Grammy de Melhor Performance Solo de Rap (do inglês: Best Solo Rap Performance) foi concedido entre 1991 e 2002, sendo que em 2003 e 2004 existiram duas categorias, feminina e masculina, e em 2005 voltou à sua normalidade.

## Vencedores e indicados
| Ano  | Artistas      | Obra                          | Indicados | Referência |
| ---- | ------------- | ----------------------------- | --- | ---------- |

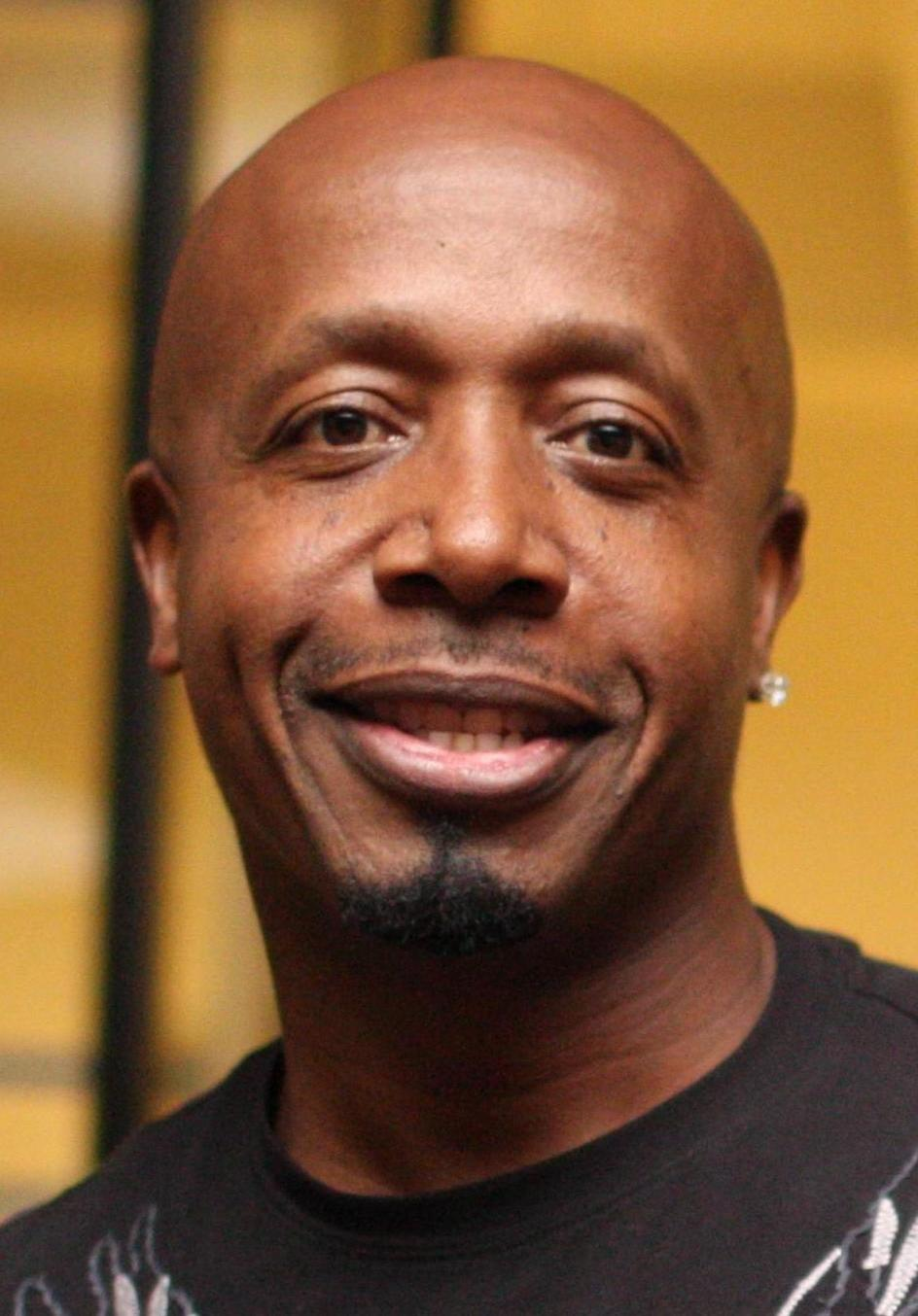
MC Hammer, o primeiro vencedor da categoria em 1991.

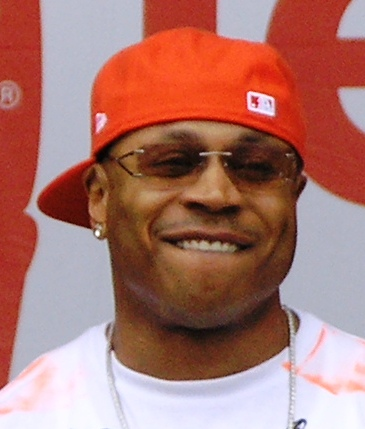
LL Cool J, vencedor em 1992 e 1997.

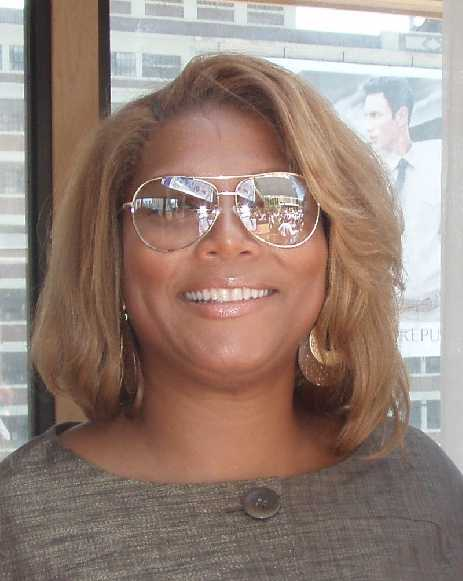
Queen Latifah, primeira vencedora feminina em 1995.

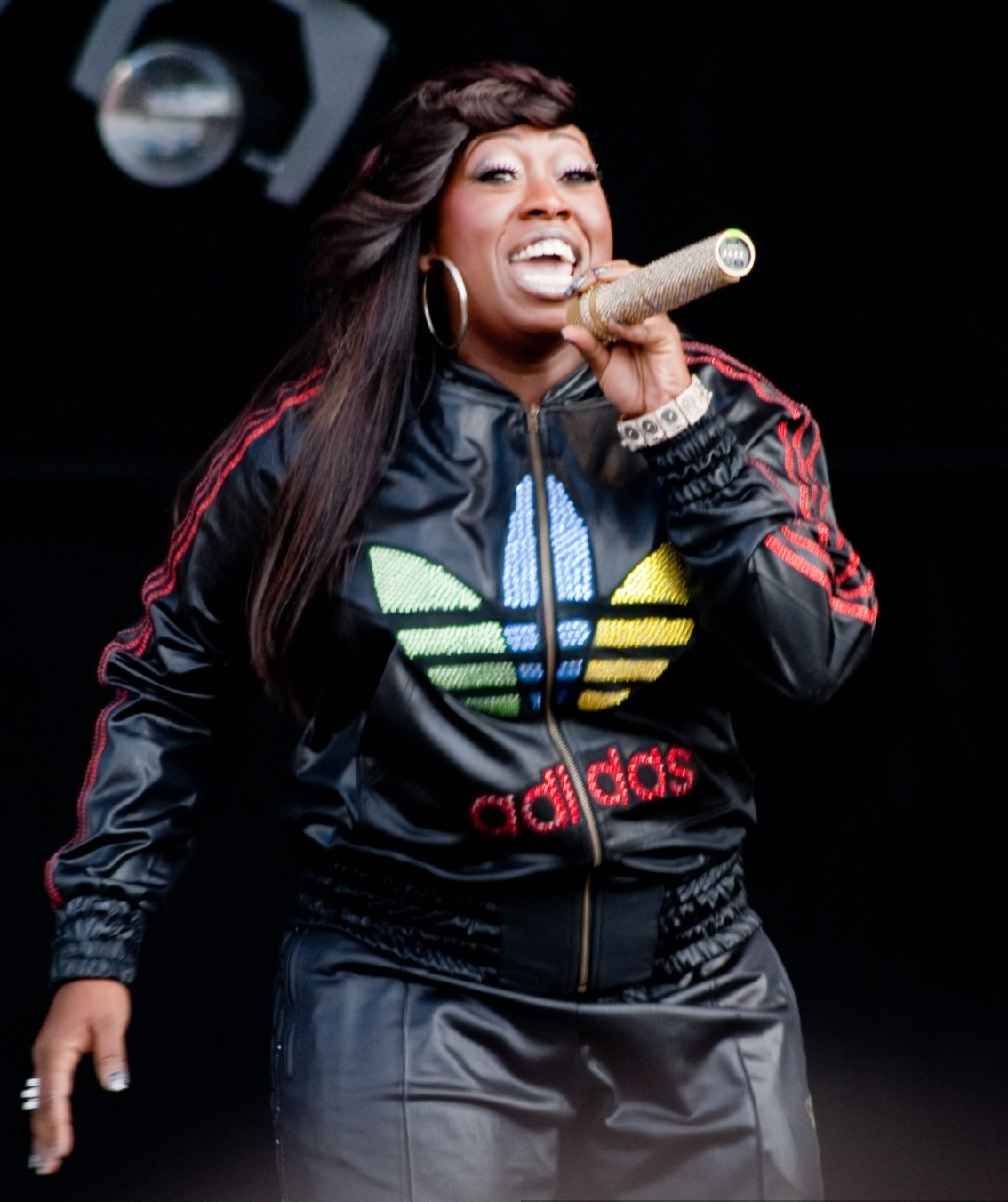
Missy Elliott recebeu 3 prêmios e 5 indicações.

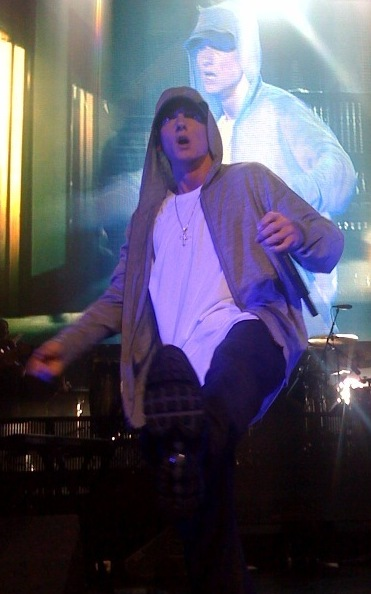
Eminem é o maior vencedor da categoria, com 5 prêmios e 8 indicações.

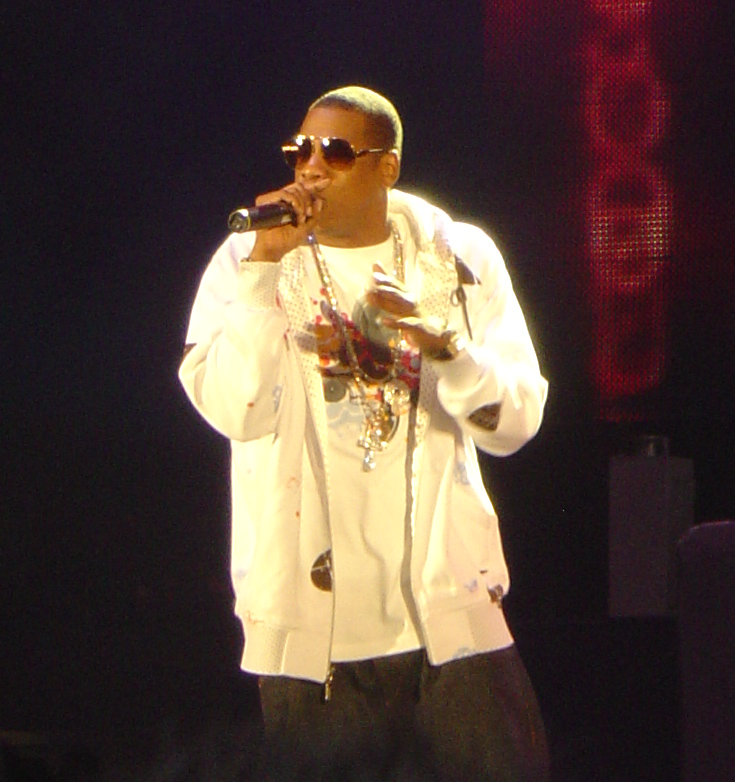
Jay-Z, vencedor em 2005 e 2010.

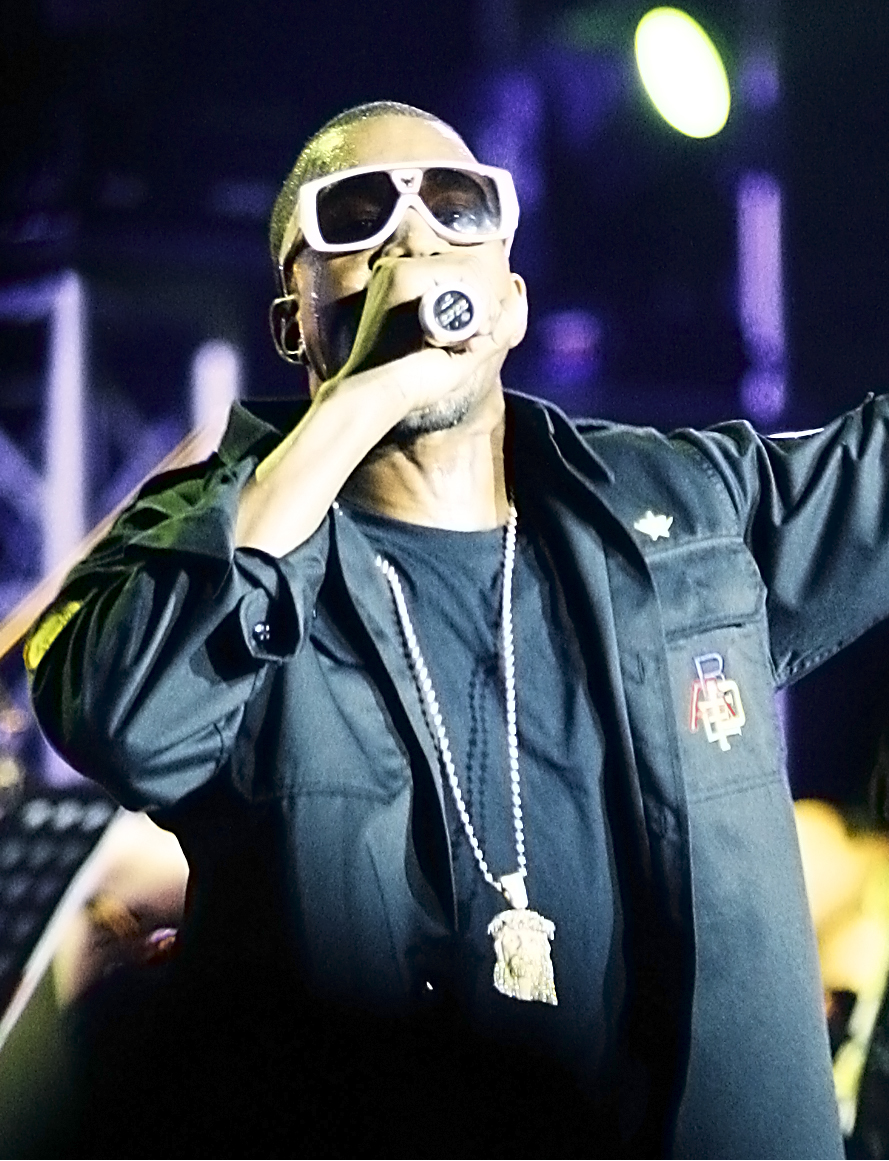
Kanye West, vencedor em 2006 e 2008.

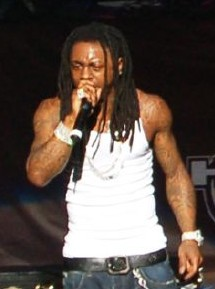
Lil Wayne, vencedor em 2009

| 1991 | MC Hammer     | "U Can't Touch This"          | - Queen Latifah - "All Hail the Queen" - Big Daddy Kane - "I Get The Job Done" - Vanilla Ice - "Ice Ice Baby" - Monie Love - "Monie in the Middle"                    |            |
| 1992 | LL Cool J     | "Mama Said Knock You Out"     | - MC Hammer - "Here Comes The Hammer" - Monie Love - "It's a Shame (My Sister)" - Ice-T - "New Jack Hustler (Nino's Theme)"                                           |            |
| 1993 | Sir Mix-a-Lot | "Baby Got Back"               | - MC Hammer - "Addams Groove" - Queen Latifah - "Latifah's Had It Up 2 Here" - LL Cool J - "Strictly Business" - Marky Mark and the Funky Bunch - "You Gotta Believe" |            |
| 1994 | Dr. Dre       | "Let Me Ride"                 | - Paperboy - "Ditty" - Sir Mix-A-Lot - "Just da Pimpin' in Me" - MC Lyte - "Ruffneck" - LL Cool J - "Stand By Your Man"                                               |            |
| 1995 | Queen Latifah | "U.N.I.T.Y."                  | - Coolio - "Fantastic Voyage" - Craig Mack - "Flava in Ya Ear" - Snoop Doggy Dogg - "Gin and Juice" - Warren G - "This D.J."                                          |            |
| 1996 | Coolio        | "Gangsta's Paradise"          | - Notorious B.I.G. - "Big Poppa" - 2Pac - "Dear Mama" - Skee-Lo - "I Wish" - Busta Rhymes - "Woo Hah!! Got You All in Check"                                          |            |
| 1997 | LL Cool J     | "Hey Lover"                   | - Coolio - "1, 2, 3, 4 (Sumpin' New)" - Nas - "If I Ruled the World (Imagine That)" - Heavy D - Rock with You                                                         |            |
| 1998 | Will Smith    | "Men in Black"                | - Busta Rhymes - "Put Your Hands Where My Eyes Could See" - LL Cool J - "Ain't Nobody" - Missy - "The Rain (Supa Dupa Fly)" - Notorious B.I.G. - "Hypnotize           |            |
| 1999 | Will Smith    | "Gettin' Jiggy wit It"        | - Busta Rhymes - "Dangerous" - Wyclef Jean - "Gone till November" - Jay-Z - "Hard Knock Life (Ghetto Anthem)" - Lauryn Hill - "Lost Ones"                             |            |
| 2000 | Eminem        | "My Name Is"                  | - Busta Rhymes - "Gimme Some More" - Q-Tip - "Vivrant Thing" - 2Pac - "Changes" - Will Smith - "Wild Wild West"                                                       |            |
| 2001 | Eminem        | "The Real Slim Shady"         | - Common - "The Light" - DMX - "Party Up (Up in Here)" - Mystikal - "Shake Ya Ass" - Nelly - "Country Grammar"                                                        |            |
| 2002 | Missy Elliott | "Get Ur Freak On"             | - Afroman - "Because I Got High" - DMX - "Who We Be" - Jay-Z - "Izzo (H.O.V.A.)" - Nelly - "Ride wit Me"                                                              |            |
| 2003 | Missy Elliott | "Scream a.k.a. Itchin'"       | - Charli Baltimore - "Diary" - Eve - "Satisfaction" - Foxy Brown - "Na Na Be Like" - Lauryn Hill - "Mystery Of Iniquity"                                              |            |
| 2003 | Nelly         | "Hot In Herre"                | - Eminem - "Without Me" - Jay-Z - Song Cry - Ludacris - "Roll Out (My Business)" Lyrics - Mystikal - "Bouncin' Back (Bumpin' Me Against the Wall)"                    |            |
| 2004 | Missy Elliott | "Work It"                     | - Da Brat - "Got It Poppin'" - Lil' Kim - "Came Back for You" - MC Lyte - "Ride Wit Me" - Queen Latifah - "Go Head"                                                   |            |
| 2004 | Eminem        | "Lose Yourself"               | - 50 Cent - "In Da Club" - Joe Budden - "Pump It Up" - Ludacris - "Stand Up" Lyrics - Sean Paul - "Get Busy"                                                          |            |
| 2005 | Jay-Z         | "99 Problems"                 | - Eminem - "Just Lose It" - Kanye West - "Through the Wire" - Lloyd Banks - "On Fire" - Twista - "Overnight Celebrity"                                                |            |
| 2006 | Kanye West    | "Gold Digger"                 | - 50 Cent - "Disco Inferno" - Common - "Testify" - Eminem - "Mockingbird" - T.I. - "U Don't Know Me"                                                                  |            |
| 2007 | T.I.          | "What You Know"               | - Busta Rhymes - "Touch It" - Missy Elliott - "We Run This" - Lupe Fiasco - "Kick, Push" - Mos Def - "Undeniable"                                                     |            |
| 2008 | Kanye West    | "Stronger"                    | - Common - "The People" - 50 Cent - "I Get Money" - Jay-Z - "Show Me What You Got" - T.I. - "Big Things Poppin' (Do It)"                                              |            |
| 2009 | Lil Wayne     | "A Milli"                     | - Jay-Z - "Roc Boys (And the Winner Is)..." - Lupe Fiasco - "Paris, Tokyo" - Nas - "N.I.G.G.E.R. (The Slave and the Master)" - Snoop Dogg - "Sexual Eruption"         |            |
| 2010 | Jay-Z         | "D.O.A. (Death of Auto-Tune)" | - Eminem - "Beautiful" - Drake - "Best I Ever Had" - Kid Cudi - "Day 'N' Nite" - Mos Def - "Casa Bey"                                                                 |            |
| 2011 | Eminem        | "Not Afraid"                  | - Drake - "Over" - Ludacris - "How Low" - T.I. - "I'm Back" - Kanye West - "Power"                                                                                    |            |

## Ligações Externas
- «Página oficial» (em inglês)